# Kuhburger Wasser
Das Kuhburger Wasser (auch Coburger Wasser) war ein Nebenarm der Kleinen Luppe, die ihrerseits ein Nebenarm der Weißen Elster ist. Es wurde durch den Bau des Elsterbeckens unterbrochen und später verfüllt. Das Kuhburger Wasser floss ausschließlich auf Leipziger Stadtgebiet und war Teil des Leipziger Gewässerknotens.

## Name
Das Kuhburger Wasser wurde nach der Kuhburg benannt, einer bis 1938 als Kuhturm erhaltenen, mittelalterlichen Befestigungsanlage, die im Bereich des nördlichen Palmengartens lag und ihrerseits nach den Herren von Koburg benannt wurde. Auf der topografischen Karte von 1879 ist daher auch die Bezeichnung Coburger Wasser zu finden.

## Verlauf
Das Kuhburger Wasser zweigte im Bereich der Lützener Straße westlich des Palmengartens von der Kleinen Luppe ab und unterquerte einige hundert Meter nördlich die Frankfurter Straße (heute Jahnallee) bei der namensgebenden Kuhburg. Anschließend floss es an der Westgrenze der Frankfurter Wiesen weiter in Richtung Norden und mündete nach der Durchquerung der Waldstücke Straks und Verschlossenes Holz im Bereich des Elsterbeckens westlich der heutigen Kläranlage in die Nahle.
Der historische Verlauf des Kuhburger Wassers markiert noch heute die Ostgrenze der Leipziger Gemarkung Lindenau.

## Menschliche Eingriffe
Schon vor etwa 7000 Jahren begannen Menschen in die Flusssysteme von Pleiße und Weißer Elster einzugreifen. Diese noch indirekten Veränderungen beschränkten sich auf landwirtschaftliche Flächennutzung in den Einzugsgebieten durch Bandkeramiker.
Dadurch wurden die genutzten Böden wesentlich schneller erodiert (vor allem Sand und Schluff) und als Lehm in den ursprünglich kiesgeprägten Tieflandflüssen abgelagert, was die starke Verzweigung der Gewässer überhaupt erst ermöglichte.
In der zweiten Hälfte des 19. Jahrhunderts wurde das Kuhburger Wasser zur schnelleren Ableitung der jährlichen Hochwasser stark begradigt und in das System der Flutrinnen eingebunden, welche die Frankfurter Wiesen durchzogen. Der gravierendste Eingriff des Menschen war der Bau des Elsterbeckens ab 1913. Dabei wurde das Kuhburger Wasser im Bereich seiner Mündung abgebaggert und der Rest um 1920 verfüllt.